# 549873 Portsevskii
549873 Portsevskii è un asteroide della fascia principale. Scoperto nel 2011, presenta un'orbita caratterizzata da un semiasse maggiore pari a 2,6399851 au e da un'eccentricità di 0,1652522, inclinata di 13,60596° rispetto all'eclittica.